# Cremolobus rhomboideus
Cremolobus rhomboideus är en korsblommig växtart som beskrevs av William Jackson Hooker. Cremolobus rhomboideus ingår i släktet Cremolobus, och familjen korsblommiga växter. Inga underarter finns listade i Catalogue of Life.